# Галатія
Гала́тія (дав.-гр. Γαλατία, тур. Galatya)  — історичний регіон на північному заході Малої Азії, в центральній області височини Анатолії (сучасна Туреччина).

## Рання історія
Назва походить від імені народу галати, як греки називали кельтів, що переселилися до Малої Азії на запрошення царя Віфінії Нікомеда I.

Експансія кельтів 6–3 ст. до н. е

У 278 році до н. е. сюди на чолі із Лутарієм та Леонорієм вдерлися галли, які поневірялися на півдні і півночі Малої Азії і, нарешті, осіли на землі, яку по імені населення назвали Галатія зі столицею в місті Гордій (Гордіум).
На початку I ст. до н. е. перебувала під впливом Понта у I Мітрідатовій війні (89-85 роки до н. е.) галати підтримали понтійського царя, але після перемоги Сулли при Херонеї у 86 році до н. е. той запідозрив їх у зраді. Це дало йому привід тоді влаштувати різанину запрошеної ним галатської знаті (близько 60 осіб). Після цього галати остаточно перейшли на бік римлян. Проте деякі з галатів продовжували залишатися на службі у Мітридата почасти через гроші, почасти через обіцянки того надати їм у разі перемоги над Римом значні території і титули.

### Царі усієї Галатії
- Дейотар I Філоромейос (66-40 до н. е.)
- Дейотар II Філопатор (51-43 до н. е.)
- Кастор (40-36 до н. е.)
- Амінта (36-25 до н. е.)

## У складі інших держав

Римська провінція Галатія біля 117 року

Після завоювання Малої Азії Римом протягом двох століть кордони Галатії неодноразово змінювалися. Сама назва Галатія було географічним поняттям. За Антоніна Пія встановила свої кордони, що не змінювалися до реформи Діоклетіана.
У 167 році до н. е., за повідомленням Полібія, місцевий союз племен висловив бажання зберегти автономію, бо галати ділилися на три племені. На заході перебувало плем'я толістобогіїв. На північний схід від них знаходилося плем'я тектосагів. Плем'я трокмів селилося за річкою Галіс. Клімат з холодними зимами і недолік води сильно обмежувало розвиток сільського господарства. Великих міст не існувало.
З 25 до н. е. — провінція у складі Римської імперії з центром в м. Андкіра або Анкіра (сучасна столиця Туреччини місто Анкара). До її складу окрім власне Галатії, входила Лікаонія, Пісидія і Фригія.
На території Галатії Апостол Павло проповідував християнство під час свого другого й третього місіонерського подорожування.
Згодом Галатія перебувала в складі Візантії. У 11 ст. завойована сельджуками, в 14 ст. — турками-османами.